# Římskokatolická farnost Kunštát na Moravě
Římskokatolická farnost Kunštát na Moravě je územní společenství římských katolíků s farním kostel svatého Stanislava. Farnost je součástí boskovického děkanství v rámci brněnské diecéze. Do farnosti patří město Kunštát a obec Zbraslavec.

## Historie farnosti
Původ farního kostela sahá před rok 1539. Šlo o pozdně gotickou stavbu s plochostropou lodí a věží. Prvním zmiňovaným farářem je roku 1386 Mikuláš z Dobronic. Roku 1687 byl kostel přestavěn do barokní podoby. Donátorem přestavby kostela byl hrabě Kašpar Bedřich z Lamberku a tehdejší farář František Xaver Leffler.

## Duchovní správci
Po druhé světové válce ve farnosti mj. jako duchovní správci působili Stanislav Krátký (1968–1978), František Baťka (1978–1990), Vít Fatěna (1997–2002), Pavel Kafka (2002–2009, administrátor) a Tomáš Koumal (2009–2012, administrátor). Administrátorem byl od 15. srpna 2012 do 31. července 2017 R. D. Mgr. Petr Košulič, který byl následně do 31. srpna 2023 farářem. K 1. září 2023 byl farářem ustanoven Marek Slatinský a k 1. září 2024 Miloslav Čamek.

## Bohoslužby
| Kostel                                         | Místo              | Bohoslužba (den)    | Hodina                | Poznámka        |
| ---------------------------------------------- | ------------------ | ------------------- | --------------------- | --------------- |
| kostel svatého Stanislava                      | Kunštát            | neděle středa pátek | 8.00,11.00 7.00 18.00 | farní kostel    |
| kostel svatého Ducha                           | Kunštát            | dušičky             |                       | filiální kostel |
| Kaple Panny Marie Karmelské                    | Zbraslavec         | úterý (1. v měsíci) | 18.00                 | kaple           |
| Kaple svatého Floriána a svaté Marie Magdalské | Rudka              |                     |                       | kaple           |
| Kaple Narození Panny Marie                     | Touboř             | úterý (5. v měsíci) | 18:0                  | kaple           |
| Kaple svatých Cyrila a Metoděje                | Hluboké u Kunštátu | úterý (2. v měsíci) | 18.00                 | kaple           |
| Kaple Panny Marie Sněžné                       | Sychotín           | úterý (3. v měsíci) | 18.00                 | kaple           |

## Aktivity ve farnosti
Dnem vzájemných modliteb farností za bohoslovce a bohoslovců za farnosti brněnské diecéze je 26. březen. Adorační den připadá na 9. ledna.
Ve farnosti se pravidelně koná tříkrálová sbírka. V roce 2017 činil její výtěžek v Kunštátu 51 667 korun, ve Zbraslavci 14 764 korun.
Výuka náboženství je organizována ve spolupráci se ZŠ a MŠ Kunštát. Přípravka ministrantů probíhá každý pátek odpoledne na faře. V pátek večer (po bohoslužbě pro děti) je na faře výuka náboženství. V neděli dopoledne je v provozu farní kavárna. Pravidelně vychází farní zpravodaj OKNO.
Ve farnosti se pravidelně koná farní ples. V roce 2017 uspořádala farnost postní duchovní obnovu rozloženou do pěti pátků.
Na kunštátském hřbitově je pohřbený zavražděný kněz Ladislav Kubíček. Každý rok se pořádá smírná pouť od jeho hrobu do Sloupu.

## Fotogalerie

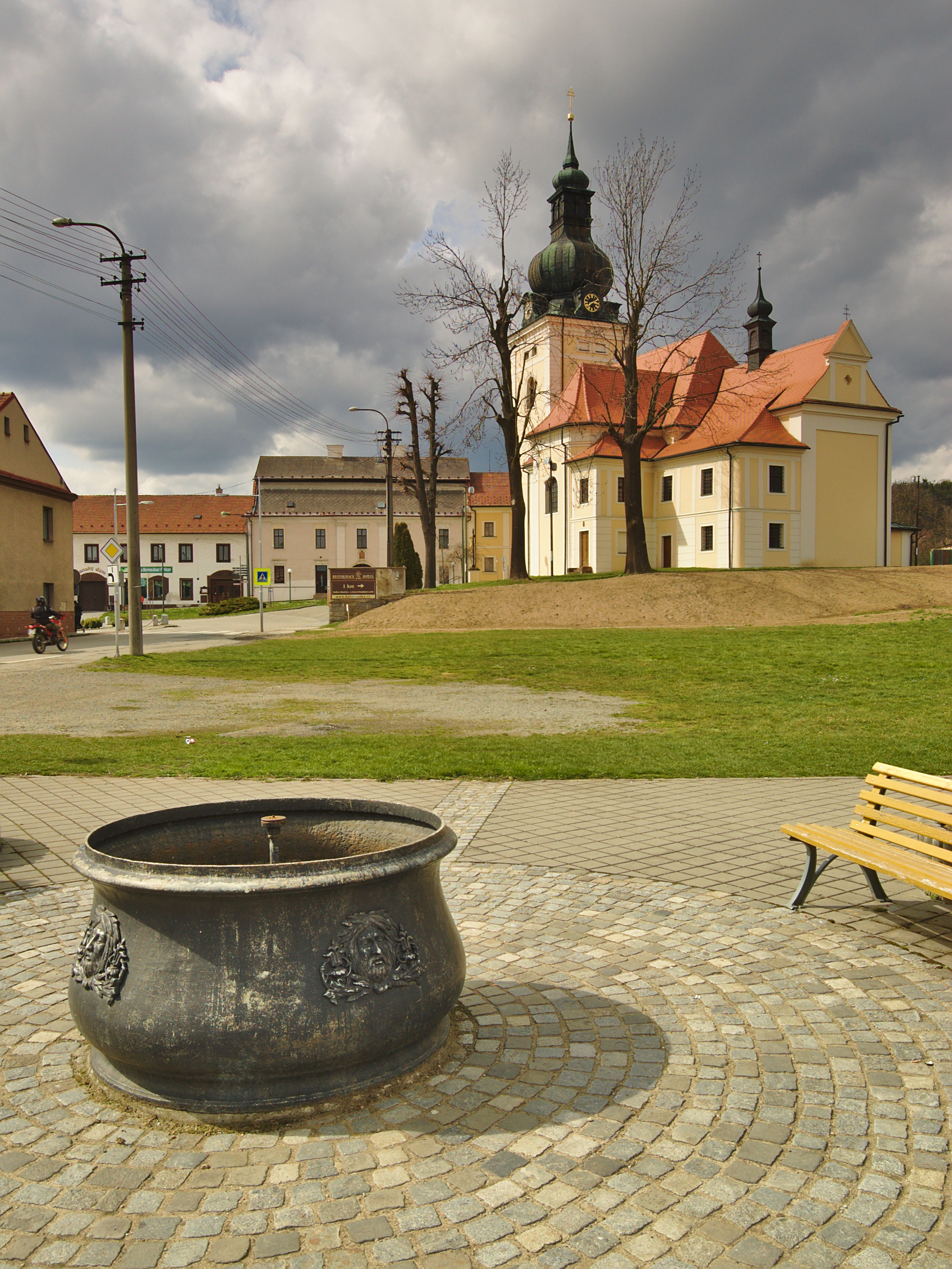
Kostel svatého Stanislava, Kunštát
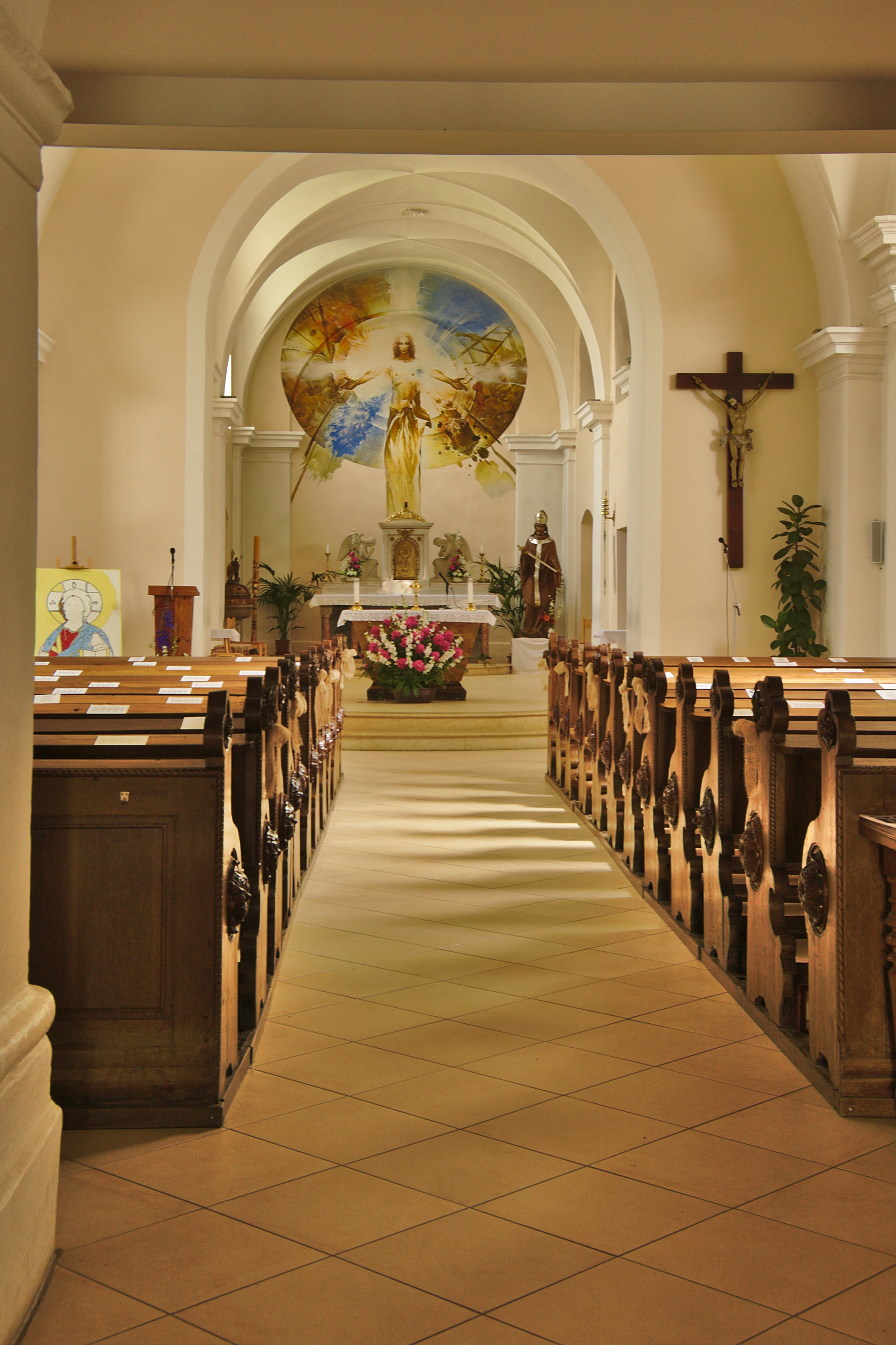
Interiér kostela svatého Stanislava
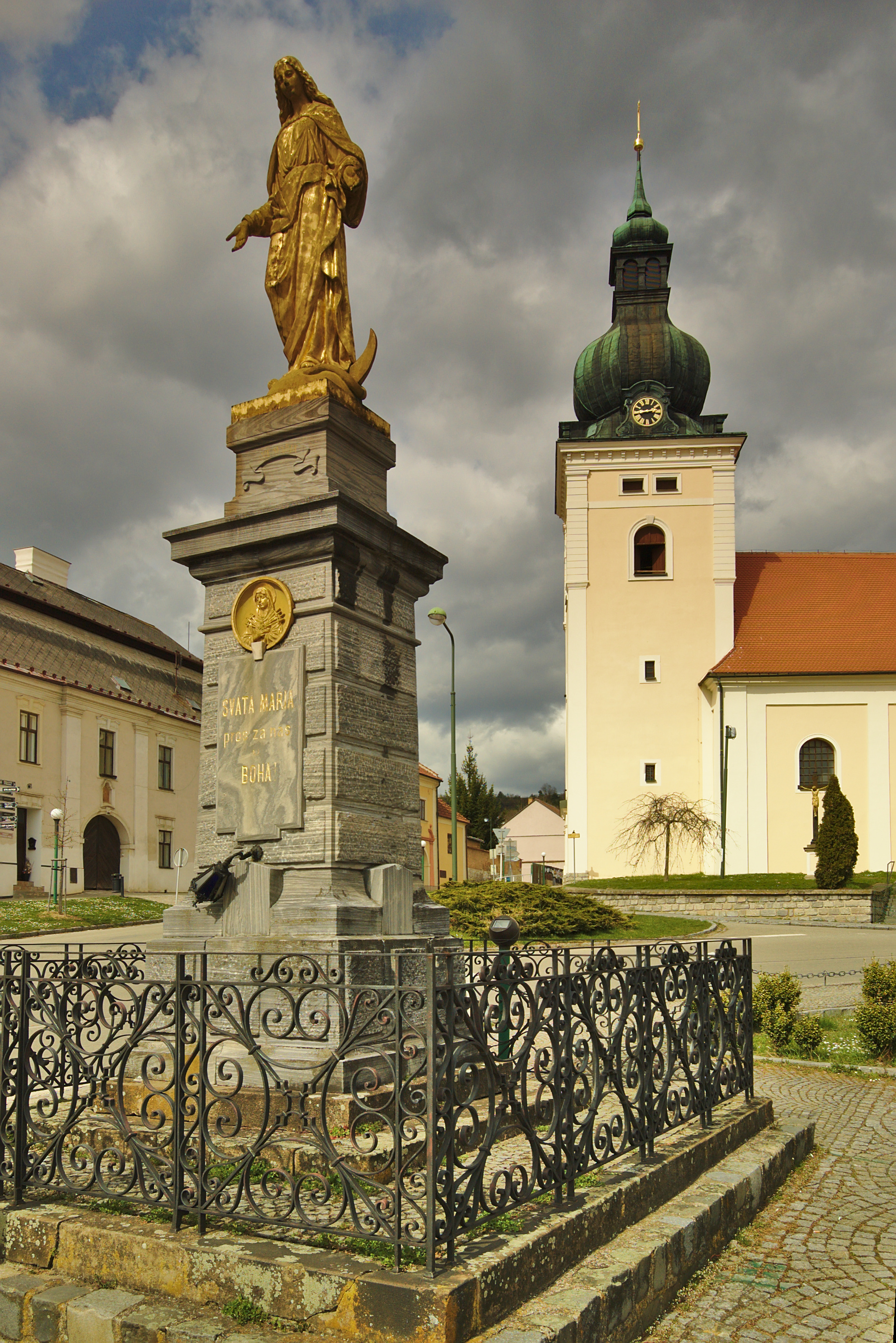
Socha Panny Marie na náměstí Krále Jiřího, Kunštát
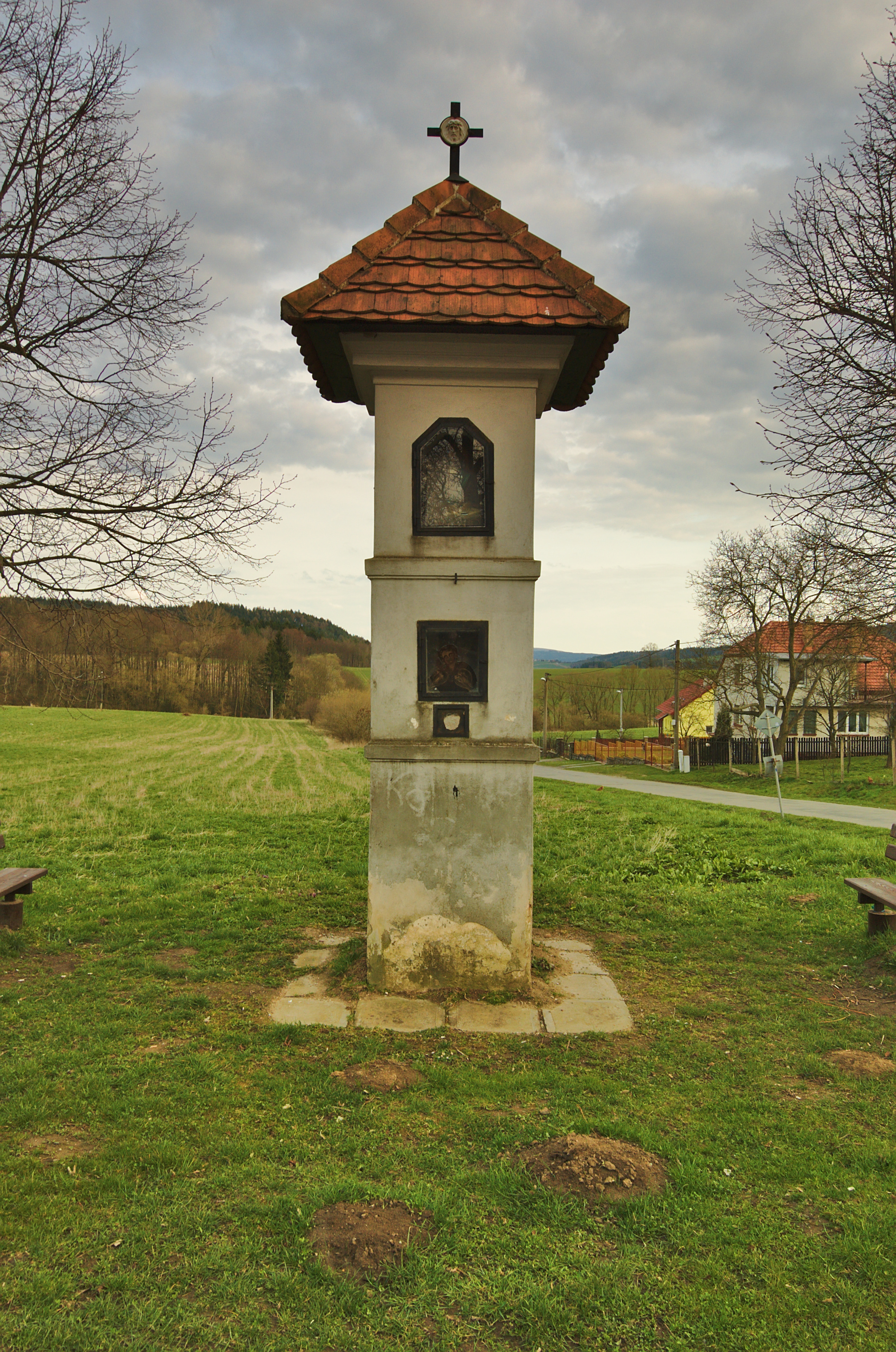
Boží muka u zámecké zahrady, Kunštát
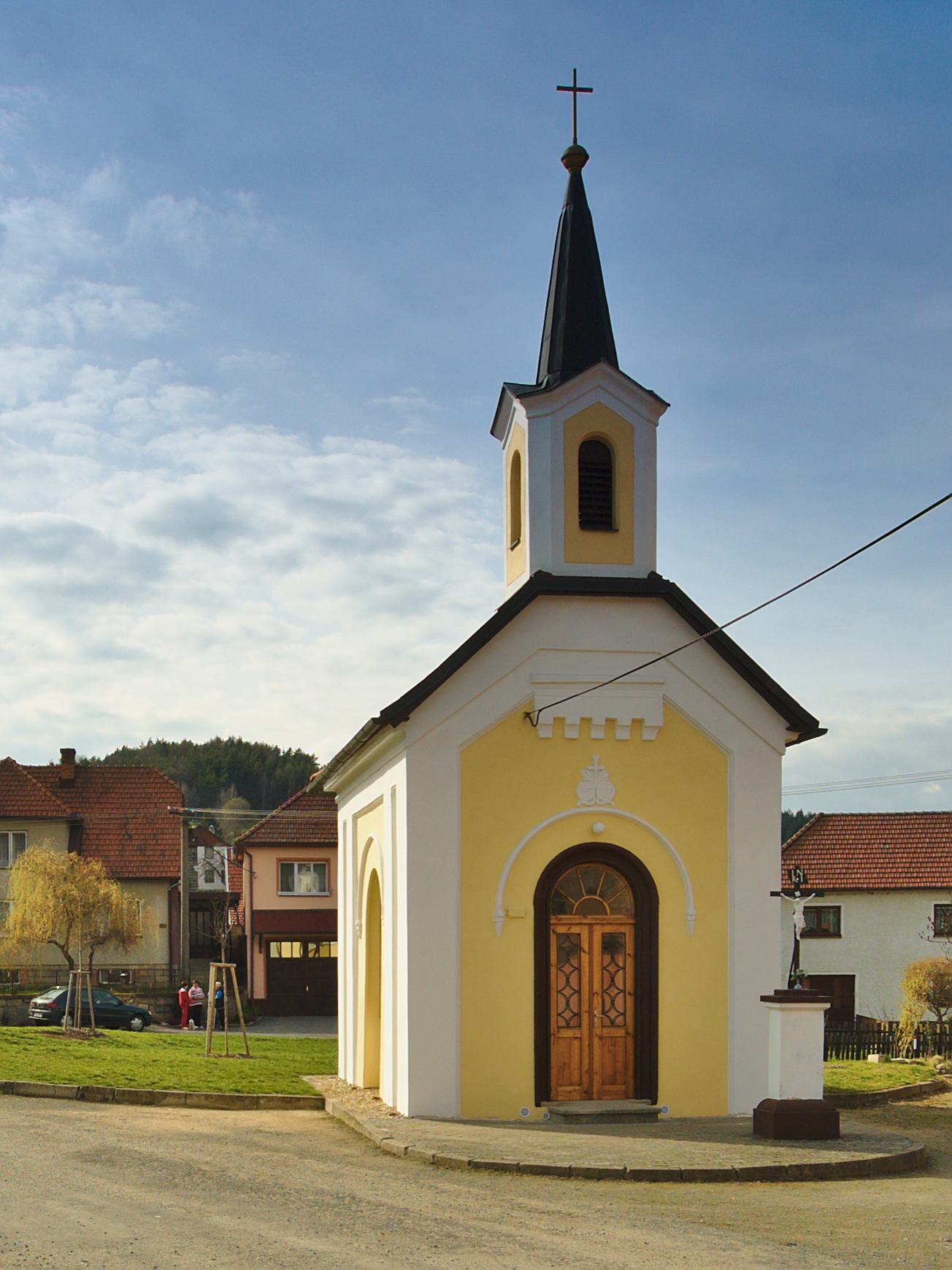
Kaple Panny Marie Sněžné, Sychotín
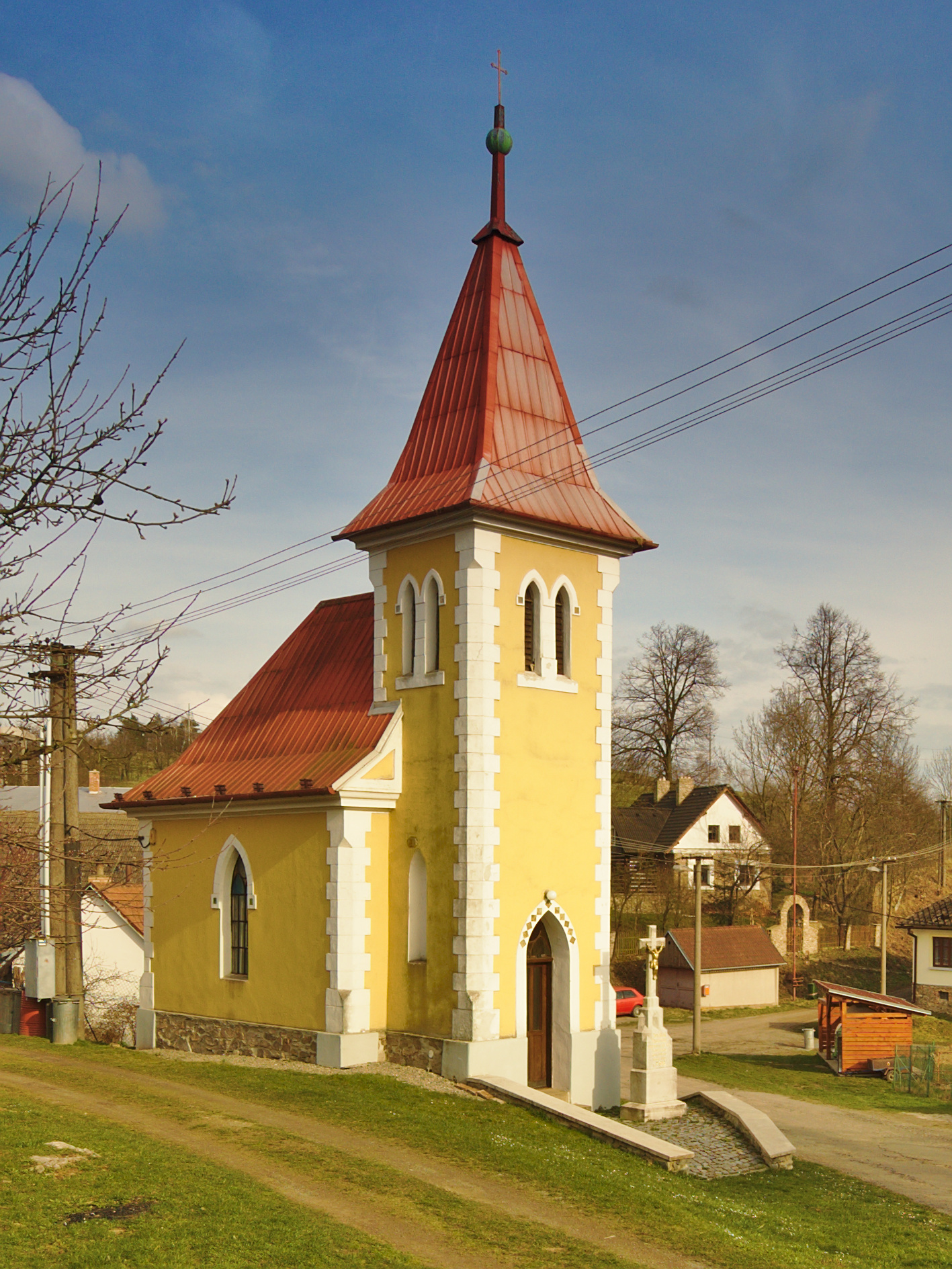
Kaple, Touboř
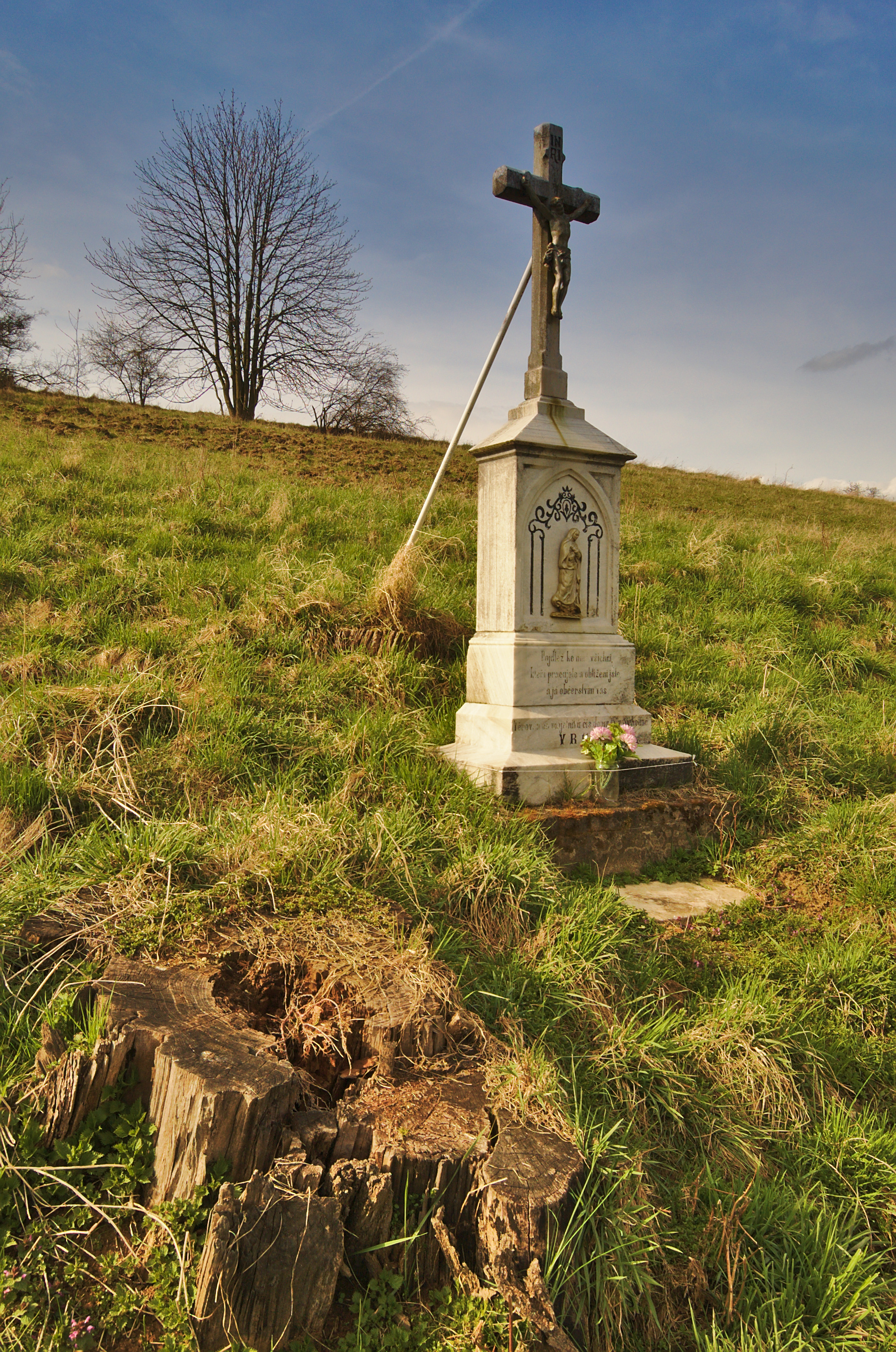
Kříž u modré turistické značky ze Sychotína do Touboře, Kunštát